# 蜀山战纪2踏火行歌
《蜀山战纪2踏火行歌》，2018年中国大陆神话武侠古装剧。由吴奇隆、雨婷儿、陈哲远、刘一曈、聂子皓领衔主演，浙江卫视于2018年1月30日首播。台灣由愛奇藝台灣站1月30日起，獨家播出。

## 播出时间
| 频道          | 所在地          | 播映日期       | 播出时间                                             |
| ------------- | --------------- | -------------- | ---------------------------------------------------- |
| 浙江卫视      | 中国大陆        | 2018年1月30日  | 每周二至周四22:00播出两集                            |
| 爱奇艺        | 中国大陆 · 臺灣 | 2018年1月30日  | 每周二00:00会员抢先看当周 非会员每周二至周四24点解锁 |
| LiTV 線上影視 | 臺灣            | 2018年10月22日 |                                                      |

## 劇情簡介
此劇時空拉回至前一部戲劇的60年前，玉思隐（雨婷儿 飾）與張餡餅（劉冠翔 飾）在爭搶赤魂石時，無意觸動時空門，強大的吸力將二人吸入並傳送到60年前的蜀山劍派的位置。最終結果為，張餡餅（後改名為張問天）斃命在60年前。而玉思隐（後改名為余英男）為救世則自裁於60年前（終於改變歷史）。

## 演員列表

### 領銜主演
| 演員                          | 角色             | 介紹 |
| 吴奇隆 （臺灣） （替身:明明） | 萧月／百里流光   | 射海神弓穿百里，追命流光似閻羅 專用武器：神弓（飛箭離弓，變身八道箭影，陣似閻羅，無人可躲）。 萧月、流光、萧大叔、百里师叔、蕭师弟 唐掌門、大方散人之師弟 沙艷紅之前夫、蕭瑯之父 前璇璣門弟子 劇情發展 表面上是一個一身粗布麻衣，酒壺在側的落魄江湖浪客，實為隱居在小村村的落拓高手，為璇璣門掌門的師弟，與落仙宮宮主沙艷紅有一段情，因為怕兒子會成為殺人不眨眼的魔頭，因此帶著兒子逃離落仙宮，而後退出璇璣門隱居從此不問世事。 後被张问天和大方散人用傀儡術控制，因不願被其利用，自毀形神而亡，死後魂魄附身在蒼鸞身上，後來蒼墟蜀山大戰為了救兒子蕭琅放棄最後復活的機會。 參見落仙宮。 參見小村村。 參見璇璣門。 |
| 雨婷儿                        | 余英男／玉思隐   | 專用武器：落英無形劍。 英男、思隐 余英奇之妻 丁隐和玉无心之女 上官警我之外孙女 其母（玉无心）為其取名為玉思隐（玉儿思念丁隐） 身份為謎樣的少女 劇情發展 天性善良，有幾分傻氣與天真，是眾人眼中沒有任何習武慧根之人。三年前被余英奇救回家，卻因為失憶而不知自己的真實身世。為了追求愛情，想入蒼墟派學武，卻陰差陽錯地進入了蜀山派，得到了金灵牒所藏的落英无形剑。並不知道眾人爭奪的赤魂石就在自己體內，也因此數次置身於矛盾和陰謀的漩渦之中。 在白谷逸以五行灵牒召喚赤魂石，與火黎人長老交手，余美娇之死而刺激她体内的赤魂石恢復記憶，而後被蜀山掌门以伏羲劍打中昏迷，後被蛾皇救至靜瓊谷，醒來後自述身世告訴白谷逸她來自60年後，是丁隐和玉无心的女儿，上官警我的外孙女，在阻止张问天拿到赤魂石時和他一起被捲入生死門，而來到60年前的世界。 对白谷逸一见钟情，但之后因种种事情而有缘无分。从梦中知晓那踏火而来，拯救她于危难的大英雄是哥哥余英奇后对他产生感情却不自知。为了让火黎人摆脱丹火之苦和余英奇变回原本的样子而放弃回到60年后的机会，让余英奇以守护者之力毁灭自己体内，来自60年后的赤魂石。后来在璇玑酒馆里以自己的时间换余英奇的生命，因此变得白发苍苍。在决战前晚与余英奇成亲，正式结为夫妻。 最後為了對抗齊靈雲又將这个世界的赤魂石打入體內，後被齊靈雲用血影神功魔化體內赤魂石，為了拯救世界不被毀滅最後選擇自殺。三個月後英奇逆天改命與她在60年後重逢。 參見蜀山各派。 參見小村村。 |
| 陈哲远 童年:王垚              | 余英奇           | 專用武器：鑄雪神光劍。 英奇、精靈 余英男之夫 王霍霍之青梅竹馬 阿土之好兄弟 余峰、余美嬌之子 白谷逸之前情敵 火黎人最后一任守護者 劇情發展 幼年因意外喪失守護者之力，無法保護被丹火影響的火黎人。之後拜入蜀山門下，尋找恢復守護者之力的方法，得到了蜀山大师兄甄良的佩剑铸雪神光剑。最放心不下的，便是那個從天而降的妹妹，雖然早對她動心，卻因為知道自己即将步入死亡而不斷壓抑感情。知道英男喜欢白谷逸后一直帮助她接近心上人，甚至放弃争夺英男而愿意一直当她的哥哥。英男與白谷逸的日漸親近讓他煩躁不安，更加開始逃避對英男的感情。發現英男對自己也有著別樣的情感之時，再也無法隱藏自己的心。拥有拯救族人的責任，卻也有以性命来保护余英男的心。為了族人的安危可以逼问甚至是责怪蜀山掌门之过，但也做不出背弃师门之事。情義與責任他兼而有之，卻難以兩全。 在救英男時被赤魂石击中昏迷，后恢復守護者之力，想起守护者一千年来的所有記憶，也不再是以前的余英奇。為了摧毀赤魂石守護族人只能割捨和余英男的感情，最后关头被白谷逸以余英男回音石内的记忆唤醒。摧毀赤魂石後死亡，被余英男以自己的時間來复活他。在余英男牺牲自己保全天下的三個月後，英奇化作赤魂石元神之一，与玉思隐在60年後重逢。 參見蜀山各派。 參見小村村。 |
| 刘一曈                        | 齐灵云（齊靈謹） | 專用武器：天蠶靈竹劍。 靈雲、雲兒、齊掌門、齊姐姐、齊師妹 蒼墟弟子（落仙宮臥底） 落仙宮弟子 白谷逸之妻 劇情發展 性格謹慎冷漠，自視甚高，沒有幽默感，但卻是心狠手辣，在英男的影響下逐漸卸下防備，開始嚮往簡單平凡的生活。雖踏錯師門，對感情卻十分執著。曾視英男如親姐妹，但心中始終深愛著白谷逸。為了白谷逸，她不惜背叛師門，背叛友情，甚至犧牲自己的性命。和碧梧背叛落仙宮與張問天勾結。為了和白谷逸在一起自廢武功，最後由愛生恨，和張問天狼狽為奸對付余英男，竄奪蒼墟掌門之位。於第47集在張問天死後成為最大魔頭，對付蜀山眾人強占蒼墟，在蒼墟、蜀山大戰中用血影神功魔化赤魂石，欲使英男毀天滅地,交代白谷逸而去世，在其懷中消失。 參見落仙宮。 參見蜀山各派。 |
| 聂子皓                        | 白谷逸           | 專用武器：斷玉尺（無鋒無刃，以虛化實）。 谷逸、白飯团、白掌门、蒼墟派二師兄 齊靈雲之夫 英奇之前情敵 落仙宮右掌使（亦是假冒轉投落仙宮的蒼墟弟子臥底） 劇情發展 為人穩重，心性耿直，癡迷於內功心法，十分刻苦，深得蒼墟掌门追雲真人，在一眾弟子之中能力最為出類拔萃。受追雲所托，潛入落仙宮，後身中寒毒被追雲真人廢掉武功，因機緣巧合修煉血影神功。一步錯步步錯，終於手刃恩師，陷入萬劫不復之地。一直以來，為了不負師父厚望，對於個人情感十分克制，在不敢愛的時候，遇到心愛之人余英男，卻在想去愛的時候，失去英男對自己的信任。命運的安排讓他變得偏執，與全世界為敵。於第48集後成為蒼墟掌門，蒼墟蜀山大戰結束後為了成全英奇與英男，最後進入回音絕壁接管璇璣酒館。 參見落仙宮。 參見蜀山各派。 |

### 落仙宮
| 演員                          | 角色                    | 介紹 |
| 梅寒                          | 鲛女                    | 鮫女（水屬性） 落仙宮祖師。 海族神尊，長年棲身於落仙宮，宮殿塌陷，隨之一同被掩埋。 |
| 刘思彤                        | 沙艳红                  | 專用武器：天璇星砂。 艷紅、紅兒、宮主、啞娘、沙宮主 落仙宮宮主 江湖中威名赫赫的魔女 蕭月之前妻 蕭瑯之母 劇情發展 是個為愛癡狂的人，與蕭月有一段無法了斷的愛恨糾纏，因愛生恨，從此與天下為敵。後與張問天同盟想得到赤魂石，後來為了蕭瑯而被其感化，決定悔改。於第28集後被蒼墟掌門設計陷害，為救兒子蕭琅中毒，隨後蒼墟掌門追雲真人攻破落仙宮，因中毒又在打鬥時受了內傷，最終死在蕭月懷裡。 |
| 吴奇隆 （臺灣） （替身:明明） | 萧月／百里流光          | 射海神弓穿百里，追命流光似閻羅 專用武器：神弓（飛箭離弓，變身八道箭影，陣似閻羅，無人可躲）。 萧月、流光、萧大叔、百里师叔、蕭师弟 唐掌門、大方散人之師弟 沙艷紅之前夫、蕭瑯之父 前璇璣門弟子。 請詳見領銜主演。 參見小村村。 參見璇璣門。 |
| 边程 童年:徐崴罗              | 萧琅（少年）／ 上官警我 | 專用武器：警我劍。 蕭琅、琅兒、警我、警我師兄 余英男好友兼外公 萧月、沙艳红之子。 參見落仙宮。 參見蜀山各派。 參見小村村。 |
| 韩悦                          | 素裳                    | 素裳、姑姑 落仙宮弟子 沙豔紅身邊最重要的人 蒼墟掌門齊靈雲之統領 張問天之手下 熊軍齊靈雲之萬物士兵，與叛逆轉身影響尾蛇蠍子而悔恨不得好死，後被熊兵逮捕。 參見蜀山各派。 參見問天樓。 |
| 刘一曈                        | 齐灵云                  | 專用武器：天蠶靈竹劍（於蒼墟派取得）。 落仙宮左掌使→首席掌使（亦是假冒蒼墟弟子的落仙宮臥底） 請詳見領銜主演。 參見蜀山各派。 |
| 聂子皓                        | 白谷逸                  | 專用武器：斷玉尺（無鋒無刃，以虛化實）。 落仙宮右掌使（亦是假冒轉投落仙宮的蒼墟弟子臥底） 請詳見領銜主演。 參見蜀山各派。 |
| 余玥                          | 碧梧／ 齊紫嫣           | 碧梧（落仙宮弟子） 齊靈雲之蒼墟弟子 紫嫣 芷仙之女 齊靈雲之師妹 齊靈雲之性養大臣 齊靈雲之徒弟情人 齊靈雲之姪女 白梵音、白梵月之表姊 於第47集被人陷害而死。 參見蜀山各派。 |
| 贺宫曦                        | 寒冰                    | 寒冰 落仙宮弟子。 參見蜀山各派。 |
| 安安                          | 飞雪                    | 飛雪 落仙宮弟子。 參見蜀山各派。 |
| 丁炜                          | 妍霜                    | 妍霜 落仙宮弟子。 參見蜀山各派。 |
| 陳碧寧                        | 白露                    | 妍霜 落仙宮弟子。 參見蜀山各派。 |
| 代露娃                        | 唐星（少年）／素因      | 前璇璣門唐掌門之女、素因 蕭琅之妻 玉無心之母、余英男（玉思隱）60年後之外婆。 落仙宮臥底殺手。 參見蜀山各派。 請詳見璇璣門。 |

### 蜀山各派
| 演員             | 角色                    | 介紹 |
| 邊原             | 長眉真人                | 長眉（雀影戲稱：白眉、皺眉） 蜀山第一代真人 上官警我之師父 最終臣服了上官警我，因為五行陣的齊靈雲將軍的物理。 |
| 吴华新           | 雀影                    | 雀影 蜀山劍聖，擅幻術。 余英奇、余英男、甄良、墨不凡、天一、弥尘之师尊 劇情發展 在大方散人竄改了回音石的記憶，讓眾人以為是長眉殺了追雲真人时，為了保護被嫁禍殺死蒼墟掌門的長眉真人而犧牲自己。 |
| 张莉莎           | 颜人英                  | 人英、人英師長 蜀山師長 喜歡下廚跟英男做的炸雞 後被殺死。 |
| 梁栋才           | 闞师傅                  | 闞師傅 蜀山廚師 王驚雷安插在蜀山之內應 後來為幫助英奇自火焚身，冲向墨不凡的剑而死。 |
| 趙振廷           | 甄良 （後為妖屍）       | 甄良 蜀山派前大师兄 曾持有專用武器：鑄雪神光劍。 妖屍 問天樓－張問天之前手下。 齊靈雲之徒弟情人。 請詳見問天樓。 |
| 王鹏轩           | 墨不凡                  | 墨不凡 蜀山派二师兄 專用武器：列缺雙劍。 劇情發展 空留三尺剑，不敌一寸雪。墨成不敢用，但使为非凡。自从大师兄甄良去世后，一直以蜀山大弟子自居。 |
| 黄世超           | 天一                    | 天一 蜀山弟子 專用武器：坎劍→坎離劍（原離劍回爐銷毀，但強拉坎劍與之融合重出）。 彌塵之好兄弟，但相互爭奪三、四師兄之名位。 最後喜歡青囊。 |
| 李豪             | 彌塵                    | 彌塵 蜀山弟子 專用武器：離劍（原回爐銷毀，但與坎劍融合重出）。 天一之好兄弟，但相互爭奪三、四師兄之名位。 先被張問天傷成重傷，在被白谷逸一劍刺死。 |
| 陈哲远 童年:王垚 | 余英奇                  | 專用武器：鑄雪神光劍。 請詳見領銜主演。 參見小村村。 |
| 雨婷儿           | 余英男（玉思隐）        | 專用武器：落英無形劍。 請詳見領銜主演。 參見小村村。 |
| 边程 童年:徐崴罗 | 萧琅（少年）／ 上官警我 | 專用武器：警我劍。 蕭琅、琅兒、警我、警我師兄 余英男好友兼外公 萧月、沙艳红之子。 參見落仙宮。 參見小村村。 |
| 魏春光           | 追雲真人                | 追雲 蒼墟白谷逸之師傅 劇情發展 一心想壯大蒼墟，希望天下人認為蒼墟並非依附蜀山，後來背信棄義，背著蜀山暗地裡屠了慈雲山莊嫁禍給落仙宮，以此理由攻打落仙宮，後因廢了徒兒白谷逸武功，被其以血影神功殺死。 |
| 卫莱             | 青囊                    | 青囊、青囊師妹 蒼墟追雲真人之師妹 甄良之前情人 最後喜歡天一。 |
| 朱榮榮           | 顧恩                    | 顧恩、蒼墟大師兄 白谷逸之師兄 和張問天勾結 殺害火黎人王霍霍之兇手。 最後被火黎人阿土用丹火燒死。 |
| 聂子皓           | 白谷逸                  | 專用武器：斷玉尺（無鋒無刃，以虛化實）。 谷逸、白飯团、白掌门、蒼墟派二師兄 齊靈雲之夫 英奇之前情敵 落仙宮右掌使（亦是假冒轉投落仙宮的蒼墟弟子臥底） 請詳見領銜主演。 參見落仙宮。 |
| 刘一曈           | 齐灵云（齊靈謹）        | 專用武器：天蠶靈竹劍。 靈雲、雲兒、齊掌門、齊姐姐、齊師妹 蒼墟弟子（落仙宮臥底） 請詳見領銜主演。 參見落仙宮。 |
| 余玥             | 碧梧／ 齊紫嫣           | 碧梧（落仙宮弟子） 齊靈雲之蒼墟弟子 紫嫣 芷仙之女 齊靈雲之師妹 改轉蒼墟派生存。 齊靈雲之性養大臣 齊靈雲之徒弟情人 齊靈雲之姪女 白梵音、白梵月之表姊 於第47集被人陷害而死。 參見落仙宮。 |
| 贺宫曦           | 寒冰                    | 寒冰 落仙宮弟子。 改轉蒼墟派生存。 參見落仙宮。 |
| 安安             | 飞雪                    | 飛雪 落仙宮弟子。 改轉蒼墟派生存。 參見落仙宮。 |
| 丁炜             | 妍霜                    | 妍霜 落仙宮弟子。 改轉蒼墟派生存。 參見落仙宮。 |
| 陳碧寧           | 白露                    | 白露 落仙宮弟子。 改轉蒼墟派生存。 參見落仙宮。 |
| 秦杉             | 芷仙／齊靈芷            | 芷仙 蒼墟弟子 專用武器：木蓮翠練。 表面上是齊靈謹之姊 實際上是齊靈雲、白衣蒙面女子之姊 碧梧之母 曾是慈云山庄作為試藥之藥人。 武器是木莲翠练，後被殺死。 參見慈雲山莊。 |
| 袁野             | 金九九                  | 金九九 蒼墟弟子 專用武器：柳戒刀。 齊靈雲的徒弟情人 劇情發展 朱门鼎食家，纨绔命膏腴。千金换仙缘，九死入迷局。出身富贵的京城公子哥，为人嚣张跋扈，经常口出狂言，认为没有什么是钱解决不了的，如果有，只能证明钱给的不够多。他心思狡诈，诡计多端，与男主女主一同前往蜀山拜师，经常暗生事端。被齊靈雲用白谷逸送她的朱顏草葉片刺殺，後來被齊靈雲縱火毀屍，並嫁禍給白谷逸與余英奇。 |
| 余玥             | 碧梧／ 齊紫嫣           | 碧梧（落仙宮弟子） 齊靈雲之蒼墟弟子 紫嫣 芷仙之女 齊靈雲之師妹 齊靈雲之性養大臣 齊靈雲之徒弟情人 齊靈雲之姪女 白梵音、白梵月之表姊 於第47集被人陷害而死。 參見落仙宮。 |
| 梁宝羚           | 灵珊                    | 靈珊 蜀山弟子 |
| 關關             | 薇                      | 采薇 蜀山弟子 |
| 曹明悦           | 岳雯                    | 岳雯 蜀山弟子 |
| 李予苏           | 峨眉掌门                | 峨眉掌門 |
| 郭伟             | 雪山掌门                | 雪山掌門 |
| 詹俊林           | 长京掌门                | 長京掌門 |
| 张景皓           | 持剑弟子甲              | 隱形人 甄良之師弟 齊靈雲之徒弟情人 |
| 陈家豪           | 持剑弟子乙              | 隱形人 甄良之師弟 齊靈雲之徒弟情人 |

### 問天樓
| 演員   | 角色         | 介紹 |
| 劉冠翔 | 張問天       | 問天、小張、張樓主、主上、寨主、張餡餅 問天樓樓主 諸葛紫英之夫 蜀山戰紀之劍俠傳奇入魔後的張餡餅 和英男為同一時空的人 劇情發展 為了復活諸葛紫英不擇手段拿到赤魂石，在與英男爭奪打鬥時夺走含有血影神功玉玦的一半，被打開的生死門吸入，和英男一起被帶到60年前。與䃠磯門掌門大方散人勾結以夺得赤魂石。第46集最後英男用計讓其以為回到60年後，被埋伏在凌雲峰的蛾皇殺死。 |
| 趙振廷 | 妖屍（甄良） | 妖屍、甄良 張問天之前手下 齊靈雲之徒弟情人 劇情發展 為3年前蜀山和落仙宮之戰失蹤的蜀山大師兄甄良，後被張問天所救而成為其手下，最後被青囊打死。 參見蜀山各派。 |
| 韩悦   | 素裳         | 素裳、姑姑 前落仙宮弟子、前沙豔紅身邊最重要的人 張問天之手下 蒼墟掌門齊靈雲之統領 熊軍齊靈雲之萬物士兵，與叛逆轉身影響尾蛇蠍子而悔恨不得好死，後被熊兵逮捕。 參見蜀山各派。 參見落仙宮。 |

### 小村村
| 演員             | 角色                    | 介紹 |
| 夏添             | 峰                      | 余峰 余美娇之夫 余英奇之父 余英男之养父兼公公 为了余英奇牺牲自己平息赤魂石异动。 |
| 舒砚             | 余美嬌                  | 美嬌、余長老 余英奇之母 余英男之養母兼婆婆 火黎族長老 後被王驚雷殺死。 |
| 张天霖           | 王惊雷                  | 驚雷、王長老、王大叔 王霍霍之父 火黎族長老 設計奪走余美嬌火黎人長老之位 劇情發展 武功高強，心狠手辣。於第37集後為了殺死余英男而被余美娇阻止，在杀死了余美娇後，被身含赤魂石、爆走的英男穿體而過，引爆丹火而亡。 |
| 丁宇佳           | 阿土（少年）／ 屠霸     | 阿土、火黎族人、屠霸 余英奇之好兄弟 與余英奇同為火黎一族 喜歡王霍霍 劇情發展 心中愛戀王霍霍，在霍霍死後個性黑化背叛英奇，與張問天合作欲復活所愛之人，結果失敗，最終獨身前往西域，與屠媚相遇，結為兄妹，改姓屠，后稱霸西域。 |
| 赵甜鸽           | 王霍霍                  | 霍霍、屠媚 王惊雷之女 余英奇之青梅竹马，自称是他未来的娘子 喜欢余英奇，後被阿土暗恋 劇情發展 是第一个丹火异动的火黎人，丹火中含有火灵蝶。为了救余英奇被王惊雷錯手打出含有火灵蝶的丹火，後其真身在余英奇怀中逐漸消散。 |
| 边程 童年:徐崴罗 | 萧琅（少年）／ 上官警我 | 專用武器：警我劍。 蕭琅、琅兒、警我、警我師兄 余英男好友兼外公 萧月、沙艳红之子。 劇情發展 出生于落仙宫，年幼时在落仙宫居住，后其父萧月（百里流光）担心自己被母亲沙艳红带坏，于是与沙艳红断绝关系，带着自己离开了落仙宫，来到了小村村，父亲把名字改成了萧月，给他起名为萧琅。大结局被长眉真人赐名上官警我。60年后玉無心之父親，余英男（玉思隱）之外公。 參見落仙宮。 參見蜀山各派。 參見璇璣門。 |
| 王康乐           | 虫秀才                  | 蟲秀才 蕭瑯之好友 劇情發展 一心想考上蜀山，但年年落榜，後入璇璣門打理門中事務。 參見璇璣門。 |
| 樊少皇           | 大隻皇                  | 大隻皇 蕭月之結拜兄弟 肯塔基老闆 |
| 李进荣           | 阿肯                    | 阿肯 小村村村民 蕭月之跟班 劇情發展 後接手年年有余，把地方改做肯塔基，以送炸鸡为生。 |
| 王多多           | 阿塔                    | 阿塔 小村村村民 蕭月之跟班 劇情發展 後接手年年有余，把地方改做肯塔基，以送炸鸡为生。 |
| 孙动安           | 阿基                    | 阿基 小村村村民 蕭月之跟班 劇情發展 後接手年年有余，把地方改做肯塔基，以送炸鸡为生。 |
| 岳冬峰           | 东长老                  | 東長老 昔日與王驚雷去打擊余英奇，因余英男得到赤魂石，赤魂石是黑化別人的。 |
| 大勇             | 西长老                  | 西長老 |
| 冯丹菊           | 南长老                  | 南長老，因王惊雷杀死了余美娇後，造就余英男體內原本沉眠的赤魂石暴走，亦間接致火黎人體內丹火失控而爆亡。 |
| 朱新凡           | 北长老                  | 北長老，因王惊雷杀死了余美娇後，造就余英男體內原本沉眠的赤魂石暴走，亦間接致火黎人體內丹火失控而爆亡。 |

### 璇璣門
| 演員                          | 角色               | 介紹 |
| 陈秀丽                        | 唐掌门             | 唐掌門 璇璣門掌門 唐星之母 蕭月、大方散人之師姐 蕭瑯之岳母 被自己女兒一刀殺死。 |
| 代露娃                        | 唐星（少年）／素因 | 前璇璣門唐掌門之女、素因 蕭琅之妻 玉無心之生母、余英男（玉思隱）60年後之外婆 落仙宮臥底殺手 劇情發展 因被受控制親手弒母,後被關入回音絕壁之中,被蕭琅等人救出,之後與其一同上蜀山,蕭琅為其改名為素因,與蕭琅有情緣。 參見落仙宮。 參見蜀山各派。                   |
| 崔鐘                          | 大方散人           | 散人、大方掌門、大方師叔、大方叔叔、唐掌門之師弟 蕭月之師兄 璇璣門掌門死後成為下一任掌門，擅"攝夢之術"。 劇情發展 表面上裝傻充愣，其實隱藏很大的陰謀想要利用余英奇和余英男。於第40集和張問天狼狽為奸，殘害同門。於第42集欲拿到赤魂石，搶走赤魂石時被英男殺死。 |
| 吴奇隆 （臺灣） （替身:明明） | 百里流光（萧月）   | 萧月、流光、萧大叔、百里师叔、蕭师弟 唐掌門、大方散人之師弟 沙艷紅之前夫、蕭瑯之父 前璇璣門弟子。 請詳見領銜主演。 |
| 王康乐                        | 虫秀才             | 蟲秀才 蕭瑯之好友 璇璣門門人 劇情發展 一心想考上蜀山，但年年落榜，後入璇璣門打理門中事務。 參見小村村。 |

### 慈雲山莊
| 演員   | 角色           | 介紹 |
| 张树平 | 裘庄主         | 裘庄主 慈云山庄庄主 被追雲真人殺死 |
| 谭建昌 | 管家           | 管家 慈云山庄管家 被追雲真人殺死 |
| 孙意   | 阿三           | 阿三 慈云山莊僕人 被追雲真人殺死 |
| 邹智星 | 阿四           | 阿四 慈云山莊僕人 被追雲真人殺死 |
| 秦杉   | 齊靈芷（芷仙） | 齊靈芷 表面上是齊靈謹之姊 實際上是齊靈雲、白衣蒙面女子之姊 碧梧之母 曾是慈云山庄作為試藥之藥人。 芷仙 後為蜀山蒼墟弟子 專用武器：木蓮翠練。後被殺死。 請詳見蜀山各派。 |
| 叶恺文 | 无名医典       | 無名 曾是慈云山庄作為試藥之藥人，窩居於慈云山庄。 無名醫典（木屬性） 三年前的意外，不意拥有木灵蝶附身。                                                                |

### 其他演員
| 演員   | 角色         | 介紹 |
| 张天其 | 黑金蛾皇     | 蛾皇 永夜城城主 青囊之情人 余英奇、余英男之友 劇情發展 曾喜歡余英男，原本是白衣的舊情人，當年被張問天陷害而被埋在凌雲峰，法力高強，很跩,性格活潑，喜歡耍白目 因張問天想要殺害於他人，後被青囊救出。 |
| 谢宁   | 王汀         | 王汀 |
| 王振   | 小鸽子       | 小鴿子 |
| 曾秋生 | 酒馆老板     | 不詳、老闆 璇璣酒館老闆 齊靈雲之姊夫 白衣蒙面女子之主人兼丈夫 齊梵月之父 |
| 黄亦妗 | 白衣蒙面女子 | 白衣蒙面女子 劇情發展 是来自因赤魂石失控而毁灭世界的余英男其一丝执念。企图为余英男指向不同的命运却失败（時時提醒余英男必须杀死拥有赤魂石的人才能保护她深爱的人）。                                  |
| 赖艺   | 宋济明       | 濟明 |
| 王子源 | 司徒平       | 司徒平 朝廷太尉 |
| 侯雯元 | 赵师弟       | 趙師弟 |

## 收視率
| 中国 浙江卫视 首播收视率 |               |                                                                            |                                                                            |                                                                            |                                                                            |                                                                            |                                                                            |                                                                            |                                                                            |                                                                            |                                                                                   |
| 集數                     | 播出日期      | CSM52城市网                                                                | CSM52城市网                                                                | CSM52城市网                                                                | CSM全国网                                                                  | CSM全国网                                                                  | CSM全国网                                                                  | CSM16省网                                                                  | CSM16省网                                                                  | CSM16省网                                                                  | 備註                                                                              |
| 集數                     | 播出日期      | 收視率                                                                     | 收視份額                                                                   | 排名                                                                       | 收視率                                                                     | 收視份額                                                                   | 排名                                                                       | 收視率                                                                     | 收視份額                                                                   | 排名                                                                       | 備註                                                                              |
| 1-2                      | 2018年1月30日 | 0.636                                                                      | 2.832                                                                      | 7                                                                          | 0.4                                                                        | 2.72                                                                       | 8                                                                          | 暫缺                                                                       | 暫缺                                                                       | 暫缺                                                                       |                                                                                   |
| 3-4                      | 2018年1月31日 | 0.892                                                                      | 4.344                                                                      | 5                                                                          | 0.47                                                                       | 2.59                                                                       | 8                                                                          | 0.328                                                                      | 1.722                                                                      | 8                                                                          |                                                                                   |
| 5-6                      | 2018年2月1日  | 0.749                                                                      | 4.644                                                                      | 6                                                                          | 0.5                                                                        | 3.58                                                                       | 7                                                                          | 0.325                                                                      | 2.249                                                                      | 7                                                                          |                                                                                   |
| 7-8                      | 2018年2月6日  | 0.735                                                                      | 4.395                                                                      | 6                                                                          | 0.49                                                                       | 3.35                                                                       | 8                                                                          | 0.395                                                                      | 2.745                                                                      | 6                                                                          |                                                                                   |
| 9-10                     | 2018年2月7日  | 0.718                                                                      | 4.233                                                                      | 8                                                                          | 0.46                                                                       | 3.05                                                                       | 10                                                                         | 0.336                                                                      | 2.253                                                                      | 9                                                                          |                                                                                   |
| 11-12                    | 2018年2月8日  | 0.747                                                                      | 4.385                                                                      | 4                                                                          | 0.5                                                                        | 3.29                                                                       | 5                                                                          | 0.271                                                                      | 1.762                                                                      | 7                                                                          |                                                                                   |
| 不適用                   | 2018年2月12日 | 不適用                                                                     | 不適用                                                                     | 不適用                                                                     | 不適用                                                                     | 不適用                                                                     | 不適用                                                                     | 不適用                                                                     | 不適用                                                                     | 不適用                                                                     | CCTV-8《幸福起航》完結，《幸福有配方》同日開播 东方、北京《琅琊榜之风起长林》完結 |
| 13-14                    | 2018年2月13日 | 0.688                                                                      | 4.565                                                                      | 3                                                                          | 0.37                                                                       | 2.85                                                                       | 6                                                                          | 0.225                                                                      | 1.655                                                                      | 9                                                                          |                                                                                   |
| 不適用                   | 2018年2月25日 | 不適用                                                                     | 不適用                                                                     | 不適用                                                                     | 不適用                                                                     | 不適用                                                                     | 不適用                                                                     | 不適用                                                                     | 不適用                                                                     | 不適用                                                                     | CCTV-8《幸福有配方》完結，《我的父親我的兵》同日開播                              |
| 15-16                    | 2018年2月27日 | 0.582                                                                      | 3.582                                                                      | 6                                                                          | 0.31                                                                       | 2.26                                                                       | 10                                                                         | 0.269                                                                      | 1.875                                                                      | 9                                                                          |                                                                                   |
| 17-18                    | 2018年2月28日 | 0.527                                                                      | 3.312                                                                      | 8                                                                          | 0.23                                                                       | 1.63                                                                       | 15                                                                         | 0.205                                                                      | 1.419                                                                      | 9                                                                          |                                                                                   |
| 19-20                    | 2018年3月1日  | 0.766                                                                      | 4.681                                                                      | 5                                                                          | 0.35                                                                       | 2.41                                                                       | 9                                                                          | 暂缺                                                                       | 暂缺                                                                       | 暂缺                                                                       |                                                                                   |
| 21-22                    | 2018年3月6日  | 0.592                                                                      | 4.448                                                                      | 7                                                                          | 0.17                                                                       | 1.64                                                                       | 22                                                                         | 0.209                                                                      | 1.936                                                                      | 13                                                                         |                                                                                   |
| 23-24                    | 2018年3月7日  | 0.544                                                                      | 3.878                                                                      | 8                                                                          | 0.24                                                                       | 2.06                                                                       | 16                                                                         | 0.194                                                                      | 1.614                                                                      | 12                                                                         |                                                                                   |
| 25-26                    | 2018年3月8日  | 0.587                                                                      | 4.201                                                                      | 7                                                                          | 0.3                                                                        | 2.59                                                                       | 13                                                                         | 0.292                                                                      | 2.434                                                                      | 7                                                                          |                                                                                   |
| 不適用                   | 2018年3月11日 | 不適用                                                                     | 不適用                                                                     | 不適用                                                                     | 不適用                                                                     | 不適用                                                                     | 不適用                                                                     | 不適用                                                                     | 不適用                                                                     | 不適用                                                                     | CCTV-8《我的父親我的兵》完結                                                      |
| 不適用                   | 2018年3月12日 | 不適用                                                                     | 不適用                                                                     | 不適用                                                                     | 不適用                                                                     | 不適用                                                                     | 不適用                                                                     | 不適用                                                                     | 不適用                                                                     | 不適用                                                                     | CCTV-8《突击再突击》開播                                                          |
| 27-28                    | 2018年3月13日 | 0.617                                                                      | 3.987                                                                      | 7                                                                          | 0.29                                                                       | 2.28                                                                       | 12                                                                         | 0.265                                                                      | 1.974                                                                      | 9                                                                          |                                                                                   |
| 29-30                    | 2018年3月14日 | 0.496                                                                      | 3.71                                                                       | 7                                                                          | 0.22                                                                       | 2.02                                                                       | 15                                                                         | 0.174                                                                      | 1.517                                                                      | 13                                                                         |                                                                                   |
| 31-32                    | 2018年3月15日 | 0.576                                                                      | 4.248                                                                      | 7                                                                          | 0.29                                                                       | 2.72                                                                       | 11                                                                         | 0.253                                                                      | 2.126                                                                      | 8                                                                          |                                                                                   |
| 33-34                    | 2018年3月20日 | 0.619                                                                      | 4.056                                                                      | 7                                                                          | 0.21                                                                       | 1.98                                                                       | 14                                                                         | 0.255                                                                      | 2.262                                                                      | 9                                                                          |                                                                                   |
| 35-36                    | 2018年3月21日 | 0.612                                                                      | 4.057                                                                      | 7                                                                          | 0.22                                                                       | 1.85                                                                       | 13                                                                         | 0.221                                                                      | 1.719                                                                      | 10                                                                         |                                                                                   |
| 37-38                    | 2018年3月22日 | 0.67                                                                       | 4.9                                                                        | 7                                                                          | 0.21                                                                       | 1.86                                                                       | 14                                                                         | 0.241                                                                      | 2.082                                                                      | 8                                                                          |                                                                                   |
| 不適用                   | 2018年3月24日 | 不適用                                                                     | 不適用                                                                     | 不適用                                                                     | 不適用                                                                     | 不適用                                                                     | 不適用                                                                     | 不適用                                                                     | 不適用                                                                     | 不適用                                                                     | CCTV-8《突击再突击》完結                                                          |
| 不適用                   | 2018年3月25日 | 不適用                                                                     | 不適用                                                                     | 不適用                                                                     | 不適用                                                                     | 不適用                                                                     | 不適用                                                                     | 不適用                                                                     | 不適用                                                                     | 不適用                                                                     | CCTV-8《刀锋下的替身》開播                                                        |
| 39-40                    | 2018年3月27日 | 0.592                                                                      | 4.161                                                                      | 6                                                                          | 0.19                                                                       | 1.66                                                                       | 17                                                                         | 0.21                                                                       | 1.727                                                                      | 10                                                                         |                                                                                   |
| 41-42                    | 2018年3月28日 | 0.518                                                                      | 3.681                                                                      | 8                                                                          | 0.21                                                                       | 1.81                                                                       | 15                                                                         | 0.22                                                                       | 1.773                                                                      | 12                                                                         | 湖南《我站在桥上看风景》完結                                                      |
| 43-44                    | 2018年3月29日 | 0.591                                                                      | 4.229                                                                      | 6                                                                          | 0.2                                                                        | 1.76                                                                       | 15                                                                         | 0.193                                                                      | 1.63                                                                       | 12                                                                         |                                                                                   |
| 不適用                   | 2018年4月3日  | 由于直播第31届电视剧“飞天奖”暨第25届电视文艺“星光奖”颁奖典礼，本剧暂停播映 | 由于直播第31届电视剧“飞天奖”暨第25届电视文艺“星光奖”颁奖典礼，本剧暂停播映 | 由于直播第31届电视剧“飞天奖”暨第25届电视文艺“星光奖”颁奖典礼，本剧暂停播映 | 由于直播第31届电视剧“飞天奖”暨第25届电视文艺“星光奖”颁奖典礼，本剧暂停播映 | 由于直播第31届电视剧“飞天奖”暨第25届电视文艺“星光奖”颁奖典礼，本剧暂停播映 | 由于直播第31届电视剧“飞天奖”暨第25届电视文艺“星光奖”颁奖典礼，本剧暂停播映 | 由于直播第31届电视剧“飞天奖”暨第25届电视文艺“星光奖”颁奖典礼，本剧暂停播映 | 由于直播第31届电视剧“飞天奖”暨第25届电视文艺“星光奖”颁奖典礼，本剧暂停播映 | 由于直播第31届电视剧“飞天奖”暨第25届电视文艺“星光奖”颁奖典礼，本剧暂停播映 | 湖南《金牌投资人》開播                                                            |
| 45-46                    | 2018年4月4日  | 0.543                                                                      | 3.282                                                                      | 7                                                                          | 0.31                                                                       | 2.22                                                                       | 13                                                                         | 暂缺                                                                       | 暂缺                                                                       | 暂缺                                                                       |                                                                                   |
| 47-48                    | 2018年4月5日  | 0.614                                                                      | 3.722                                                                      | 6                                                                          | 0.3                                                                        | 2.13                                                                       | 11                                                                         | 0.275                                                                      | 1.952                                                                      | 11                                                                         |                                                                                   |
| 不適用                   | 2018年4月6日  | 不適用                                                                     | 不適用                                                                     | 不適用                                                                     | 不適用                                                                     | 不適用                                                                     | 不適用                                                                     | 不適用                                                                     | 不適用                                                                     | 不適用                                                                     | CCTV-8《刀锋下的替身》完結                                                        |
| 平均收視                 | 平均收視      | 0.636                                                                      | 4.18                                                                       | 不適用                                                                     | 0.3                                                                        | 2.38                                                                       | 不適用                                                                     |                                                                            |                                                                            | 不適用                                                                     |                                                                                   |

1. 同时段或交叉时段主要节目：
  - CCTV-8：《幸福起航》／《幸福有配方》／《我的父亲我的兵》／《突击再突击》／《刀锋下的替身》
  - 湖南：《我站在桥上看风景》／《金牌投资人》
  - 東方、北京：《琅琊榜之风起长林》
2. 数据由广视索福瑞提供，调查范围为四岁以上之观众。
3. 以上收视排名包括央视在内。CSM16省网排名不含央视
4. 收視最低的集數以藍色表示，收視最高的集數以紅色表示
5. 资料来源：卫视这些事儿、TV未知数、卫视走光了、数据狮

## 电视原声带
| 《蜀山战纪2踏火行歌》影视原声带 | 《蜀山战纪2踏火行歌》影视原声带 | 《蜀山战纪2踏火行歌》影视原声带 | 《蜀山战纪2踏火行歌》影视原声带 | 《蜀山战纪2踏火行歌》影视原声带 |
| 曲序                            | 曲目                            |                                 | 作曲                            | 演唱                            |
| ------------------------------- | ------------------------------- | ------------------------------- | ------------------------------- | ------------------------------- |
| 1.                              | 《主宰》（主题曲）              | 劉顏嘉                          | 剛                              | 吳奇隆、FEAT、程依芸            |
| 2.                              | 《心微痛》（片尾曲）            | 馬克、剛                        | 剛                              | 曾詠欣                          |
| 3.                              | 《斷情》（插曲）                | 劉虞瑞                          | 剛                              | 吳奇隆                          |
| 4.                              | 《不醒》（插曲）                | 馬克、剛                        | 剛                              | 蔚雨芯                          |
| 5.                              | 《就是喜歡你》（插曲）          | 鍾玉雪                          | 潘攀                            | 雨婷儿、陳哲遠                  |
| 6.                              | 《生別離》（插曲）              | 馬克、剛                        | 剛                              | 衛萊                            |
| 7.                              | 《時間的海》（插曲）            | 甄健強                          | 楊鎮邦                          | 秦杉                            |
| 8.                              | 《炸雞炸煩惱》（插曲）          | 劉虞瑞、韋琪                    | 韋琪                            | 雨婷儿、陳哲遠、劉一曈、聶子皓  |